# Windows CE 6.0
Windows Embedded CE 6.0 (кодовое имя «Yamazaki») шестая версия операционной системы Windows Embedded, ориентированная на предприятия, изготавливающие промышленные контроллеры и устройства бытовой электроники. В Windows Embedded CE 6.0 было полностью переделано ядро, которое получило поддержку свыше 32000 процессов, по сравнению с 32 в предыдущих версиях. С 32 Мб до 2 Гб поднялось выделяемое для процессов виртуальное адресное пространство.
Windows Embedded CE 6.0 был выпущен 1 ноября 2006 года. Текущая версия — CE 6.0 R3.
В марте 2011 Windows Embedded CE 6.0 сменила улучшенная Windows Embedded Compact 7.

## Описание
Windows Embedded CE — это компонентная, многозадачная, многопоточная, многоплатформенная операционная система с поддержкой реального времени. Разработчикам доступны около 600 компонентов, используя которые они могут создавать собственные образы операционной системы, которые включают только необходимую данному конкретному устройству функциональность. Операционная система предоставляет разработчикам приложений набор API, основанный на стандартном Win32 API и дополненный специализированным API для встраиваемых устройств. Поскольку CE поддерживает только часть Win32 API и имеет определённую специфику, связанную со встраиваемой природой операционной системы, приложения, написанные для настольных версий операционной системы Windows, могут потребовать дополнительной адаптации и модификации для запуска их на встраиваемых устройствах; и в любом случае, для запуска программ на устройстве потребуется их перекомпиляция.
Так же, как и настольные версии Windows, Windows Embedded CE использует стандартный формат исполняемого файла — Portable Executable (PE). Это позволяет использовать большинство стандартных утилит, работающих с форматом PE, например Dependency Walker (проверка зависимостей) или DumpBin.
Средства разработки операционной системы Embedded CE 6.0 интегрированы с Visual Studio 2005. Они поставляются как дополнение к этому современному пакету разработки. Интеграция с Visual Studio позволяет использовать одну среду для разработки как прикладных, так и системных программ. Вместе с новыми средствами разработки поставляется новый ARM эмулятор устройства, интегрированный в Platform Builder, облегчает процесс конфигурирования, создания и тестирования образов операционных систем. Вся мощь редактора исходного кода современной Visual Studio доступна разработчикам на CE 6.0: подсветка синтаксиса и технология InteliSense (включая BIB файлы). Появились новые графические редакторы: редактор реестра, редактор образа операционной системы. CE 6.0 использует улучшенные компиляторы Visual Studio 2005. Новые компиляторы имеют улучшенную совместимость с языком C++; предоставляют улучшенные библиотеки; поддерживают CRT, ATL и MFC, а также предлагают усовершенствованные проверки безопасности времени выполнения (/GS). В новой версии CE появилась возможность «посмертной» отладки. Это предоставляет дополнительные возможности по диагностике потенциальных проблем и оптимизации производительности. В поставку включена утилита, определяющая необходимую лицензию времени исполнения, поддерживающая экспорт отчётов в HTML, что улучшает взаимодействие при работе над проектом и учёт.

## Связь с Windows Mobile и Windows Phone
Windows Embedded CE 6.0 не используется в платформе Windows Mobile, однако лежит в основе Zune HD. Следующая версия Windows Mobile, Windows Phone 7 Series, частично основана на Windows Embedded CE 6.0 R3.

## Новые функции
- Средство разработки The Platform Builder IDE интегрирован в Microsoft Visual Studio 2005 и позволяет использовать одну среду для разработки образа и приложения.
- Некоторые системные компоненты (такие как, файловая система, GWES, менеджер устройств) были перенесены в пространство ядра.
- Одновременно можно запускать до 32768 процессов по 2 ГБ виртуальной памяти на каждый процесс
- Новая модель драйверов, которая позволяет располагать драйвера в пространстве ядра либо пользователя.
- Поддержка файловой системы exFAT
- Поддержка файловой системы UDF 2.5 только в режиме чтения.
- Поддержка стандартов беспроводной связи 802.11i (WPA2) и 802.11e (QoS).
- Компоненты Cellсоre Stack для соединений для голосовой связи и обмена данными в сотовых сетях.
- Компоненты Windows Media Connect и Digital Video Recording для проигрывания мультимедиа ресурсов с компьютеров на базе Windows XP, а также позволяют записывать, останавливать и перематывать потоковое видео.

## Обновление Windows Embedded CE 6.0 R2
- Выпущено в октябре 2007 года.
- Протокол RDP 6.0
- Серверная аутентификация — TLS/SSL протокол
- Работа в режиме двух мониторов и широкоформатных мониторов
- Инфраструктуру для создания VoIP телефонов с поддержкой видео звонков
- Обновлённый Windows Media Player и 7 версия Media Player Control
- Поддержка Serial ATA и обновлённый Bootloader для FAT 32

## Обновление Windows Embedded CE 6.0 R3
- Выпущено в сентябре 2009 года.
- Silverlight для Windows Embedded
- Internet Explorer Embedded (адаптируемая версия браузера)
- Adobe Flash Lite
- Диспетчер подключений (Connection Manager)
- Средства просмотра документов Microsoft Office и файлов в формате PDF
- QQ Messenger